# 168 î.Hr.

## Evenimente
- 22 iunie: Bătălia de la Pydna (Grecia). Confruntare decisivă soldată cu victoria romanilor asupra lui Perseu și asupra Macedoniei în Al treilea război Macedonean.

## Decese
- 8 octombrie: Ennius scriitor roman (n. 239 î.Hr.)